# Тави-Тави
Тави-Тави (себ. Lalawigan ng Tawi-Tawi) — островная провинция Филиппин в Автономный Pегион Бангсаморо в Mусульманском Минданао. Административный центр — город Бонгао. Это наиболее южная провинция страны, имеющая морскую границу с малайским штатом Сабах и индонезийским Калимантаном (их разделяет 20 км).

## Географическое положение
Острова Тави-Тави, на которых расположена одноимённая провинция, входят в более крупный архипелаг — Сулу. К северу от неё расположена провинция Сулу. Расположенная в море Сулу, провинция включает мелкие острова — Кагаян, Тави-Тави, Тэртл и ещё 107 островов, мелких островков и скал.
В общем эти острова разбросаны на поверхности в 1 087,4 км².

## Климат
В провинции прослеживается 2 сезона: сухой и влажный. Климат в общих чертах умеренный. Август — ноябрь — более влажные месяцы, остальные месяцы — сухие.

## История
До 1900 эта территория находилась под управлением испанцев. Первоначально Тави-Тави была частью провинции Сулу. В сентябре 1973 по президентскому указу она была отделена и объявлена самостоятельной. Резиденция местного правительства разместилась в Бонгао.
Название Тави-Тави происходит от малайского выражения «джауи-джауи», что значит «очень далеко». Это наименование использовали древние мореплаватели, торговцы из Азии.

## Население
Большая часть населения провинции относится к этнической группе сама, в которой есть подгруппы: сама-сибуту — жители района Сибуту-Ситангкай, сама-симунул — жители островов Симунул-Манук-Мангкау. Население островов Тэртл, также отдельная этническая общность, в основном ведёт торговлю с Сабахом.
Баджао, или сама-дилаут, широко рассеяны в провинции и мигрирует как в другие провинции Филиппин, так и в Индонезию и Малайзию.
Таусоги (тау-суги, или оранг-сулук, или аа-сук) — это мигранты из провинции Сулу, бежавшие от конфликтов в поисках лучшей жизни.

#### Языки
Доминирующее наречие в провинции — сама (Бахаса Сама по-индонезийски), оно имеет варианты и диалектные различия. Это — диалекты синама, распространенные в вышеуказанных районах, синама-капоан, в ходу в районах Южный Убиан-Тандубас и Сапа-Сапа. Синама-бангинги распространен на островах Буан среди народа бангинги. Баджао, кроме своего языка, пользуются индонезийским или малайским, особенно торговцы. В ходу — тагальский и замбоангеньо-чавакано.

## Административное деление

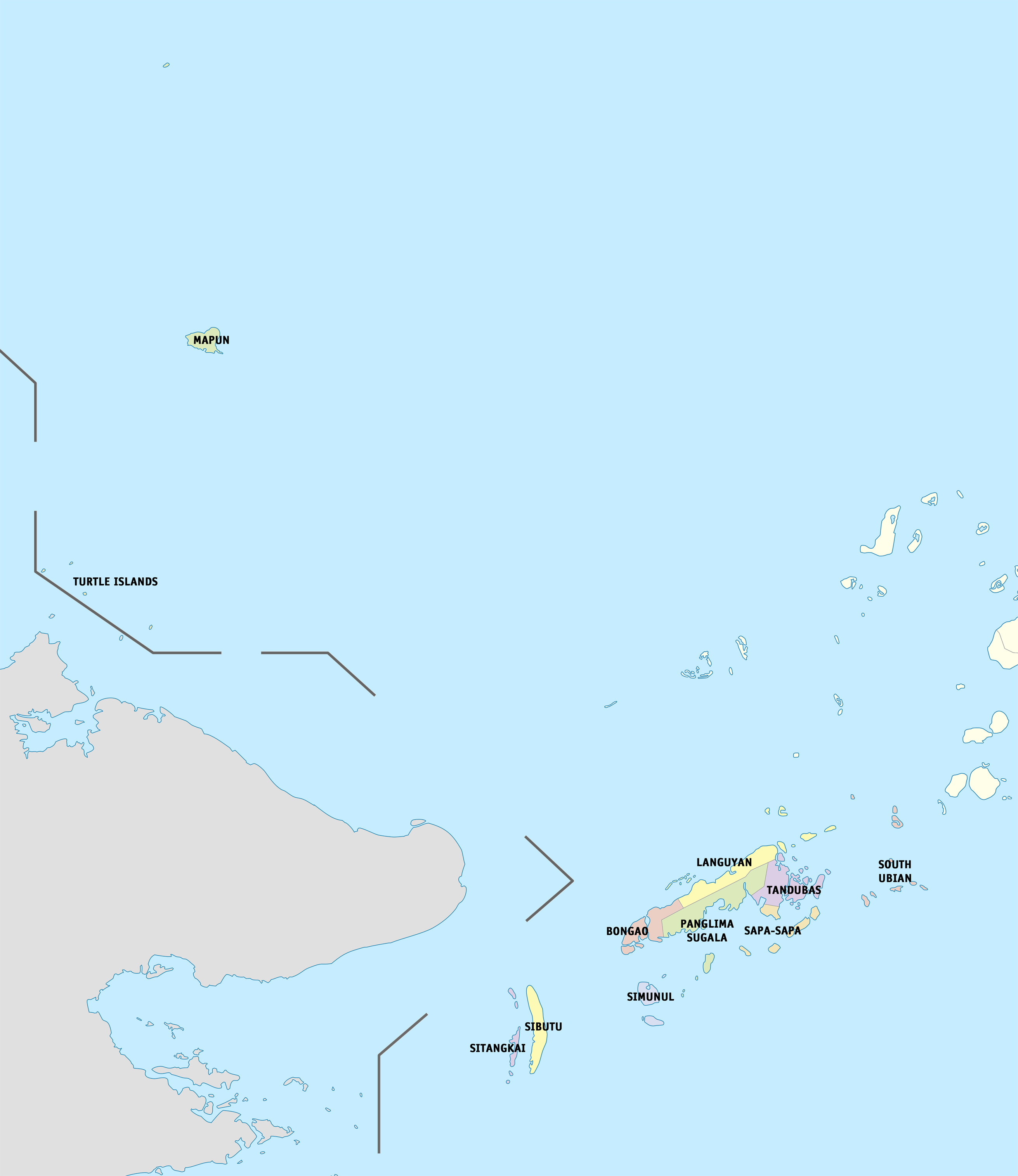
Административная карта провинций Тави-Тави

Административно провинция разделена на 11 муниципалитетов:
- Бонгао
- Лангуян
- Мапун (синонимы,Кагаян де Тави-Тави, или Кагаян де Сулу)
- Панглима Сугала (Балимбинг)
- Сапа-Сапа
- Сибуту
- Симунул
- Ситангкай, известен, как «Южная Венеция».
- Южный Убиан
- Тандубас
- Острова Тэртл

## Экономика
Сельское хозяйство, рыболовство, производство агар-агара — всё, что развито на островах. Население торгует копрой, корнеплодами, фруктами и овощами.
Из транспорта важную роль играет авиационный, провинцию обслуживает аэропорт Санга-Санга в Бонгао.